# كن ماسترز
كِن ماسترز (بالإنجليزية: Ken Masters‎؛ باليابانية: ケン・マスターズ‎، ‏كِن ماسوتازوه) هو شخصية في سلسلة ألعاب الفيديو القتالية « ستريت فايتر » ظهر في كل ألعاب السلسلة إلى جانب صديقه ريو، أول ظهور له كان في عام 1987 في النسخة الأولى من لعبة ستريت فايتر، وموطنه هي الولايات المتحدة.